# Kálvin tér (metropolitana di Budapest)
Kálvin tér è una stazione della metropolitana di Budapest, all'incrocio tra le linee M3 e M4.

## Interscambi
Nelle vicinanze della stazione effettuano fermata numerose linee urbane automobilistiche, filoviarie e tranviarie, gestite da BKV.
- Fermata tram
- Fermata filobus
- Fermata autobus